# Zamek w Narzymiu
Zamek w Narzymiu – nieistniejący zamek rycerski znajdujący w miejscowości Narzym koło Działdowa w województwie warmińsko-mazurskim. Zamek zbudowano na wyspie o średnicy około 45 metrów, pierwotnie na stawie w dolinie rzeki Dwukółki. Jest to jedyny znany prywatny zamek w państwie zakonu krzyżackiego.

## Historia
Tereny te pierwotnie wchodziły w skład ziem Zawkrza zastawionych Krzyżakom w latach 1384–1399 przez księcia mazowieckiego Siemowita IV. Po 1399 roku Zawkrze wróciło do Mazowsza. Było to gniazdo polskiego rodu rycerskiego Dołęgów-Narzymskich, którzy posiadali tu zamek i centrum swych dóbr ziemskich.
W 1371 roku wielki mistrz Winrich von Kniprode nadał wieś Narzym rycerzowi Mieczysławowi (Menczelinus, Menzel) von Wildenau i jego braciom (Hankowi, Guntrowi i Janowi). W 1371 roku było to 40 włók, a w 1384 roku jeszcze 60 włók ziemi, leżącej między Kisinami a granicą z Mazowszem. Mieczysławowi przypadło z tego 40, pozostałym braciom po 20 włók. Każdy z nich był zobowiązany do wystawienia na swój koszt jednej służby rycerskiej.

### I Faza – Wieża okrągła
Właściciele wsi we wschodniej części wyspy na stawie wybudowali potężną okrągłą wieżę o średnicy 8,5–10,5 metra z kamiennym fundamentem o szerokości 1,7–1,8 m. Dolne części wieży obsypano ziemią tworząc kopiec. W wyższych partiach wieża była przypuszczalnie zbudowana z cegły. Obok wieży na wyspie znajdowały się drewniane zabudowania pomocnicze. Badania dendrochronologiczne pozwoliły datować zabudowę na początek 2. połowy XIV wieku. Tego typu obiekt nawiązywał być może do realizacji nadreńskich wasserburgów (zamków wodnych). Na terenie państwa zakonnego jest to, jak do tej pory, jedyny odnaleziony prywatny zamek. W 2. połowie XIV wieku warownia została spalona.

### II Faza – Zamek czworoboczny
W roku 1470 Narzym został sprzedany Wojciechowi Bartnickiemu z Bartnik na Mazowszu, którego potomkowie nazywali się Narzymskimi. Wkrótce po zmianie właściciela, na przełomie XV/XVI wieku, kopiec splantowano i poszerzono wyspę do obecnych rozmiarów, a następnie wybudowano kamienno-ceglany zamek. Było to czworoboczne założenie z dwoma czworobocznymi wieżami. Wjazd prowadził przez bramę od strony północno-zachodniej. Do bramy przylegał narożnikiem budynek gospodarczy o wymiarach 6,5 × 10 m, do którego przylegała czworoboczna wieża o wymiarach 5 × 5 m. Od strony południowej powstała kolejna wieża, a od zachodu czworoboczny Dom Wielki o wymiarach 9 × 25 m. Być może zamek w Narzymiu przypominał zamek w Dębnie koło Brzeska. Zamek funkcjonował do połowy XVI wieku. W 1585 roku Jan Narzymski sprzedał wieś wojewodzie mazowieckiemu Stanisławowi Kryskiemu.
W niedalekiej odległości znajdował się późniejszy dworek właścicieli majątku.
W latach 2003–2006 przeprowadzono w miejscu zamku badania archeologiczne.